# Salome Lang
Pour les articles homonymes, voir Lang.
Salome Lang (née le 18 novembre 1997 à Hohenems) est une athlète suisse qui pratique le saut en hauteur.

## Carrière sportive
Originaire de Bâle où elle est entraînée par Alain Wisslé, elle étudie la gestion d'entreprise à l'Université de Saint-Gall. Elle obtient sa première expérience internationale au Festival olympique d'été de la jeunesse européenne (FOJE) 2013 à Utrecht où elle termine à la septième place en passant un barre à 1,72 m. L'année suivante, elle participe aux Jeux olympiques de la jeunesse d'été de 2014 à Nankin où elle a atteint la cinquième place grâce à une saut à 1,73 m. Elle participe aux championnats d'Europe juniors d'athlétisme 2015 à Eskilstuna et termine 7e avec un saut à 1,79 m. Elle termine également 7e aux championnats du monde U20 de l'IAAF 2016 à Bydgoszcz avec une hauteur de 1,83 m. Elle termine quatrième aux championnats d'Europe d'athlétisme des moins de 23 ans 2017 à Bydgoszcz avec un saut de 1,86 m. En 2020, elle établit un nouveau record de Suisse en salle à 1,94 m à Saint-Gall, ce qui lui a valu la 8e place mondiale de l'année.
Elle remporte également plusieurs titres nationaux tant en salle, en 2016, 2019, 2020 et 2021, qu'en extérieur, en 2014, 2015, 2017, 2019, 2020 et 2021.
Le 20 juin 2021, elle franchit la marque de qualification olympique et établit ainsi un nouveau record suisse en passant 1,96 m, battant d'un centimètre le record détenu par Sieglinde Cadusch (de) depuis 1995, lors de la Coupe d'Europe des nations à Cluj-Napoca. Cela lui assure une place aux Jeux olympiques de Tokyo 2020. Le 5 août 2021, elle participe aux éliminatoires mais ne passe que 1 m 86 et échoue à entrer en finale dont la barre de qualification était placée à 1 m 95.

## Records personnels
- Saut en hauteur : 1,97 m, 27 juin 2021 à Langenthal (record de Suisse)
  - En salle : 1,94 m, 16 février 2020 à Saint-Gall (record de Suisse)